# Liga Mistrzów UEFA (2011/2012)
Liga Mistrzów UEFA 2011/2012 – 20. sezon Ligi Mistrzów UEFA, najbardziej prestiżowego turnieju w europejskiej klubowej piłce nożnej, rozgrywanego od 1992 roku (57. turniej ogólnie, wliczając Puchar Europy Mistrzów Klubowych).
Finał został rozegrany 19 maja 2012 na Allianz Arena w Monachium.

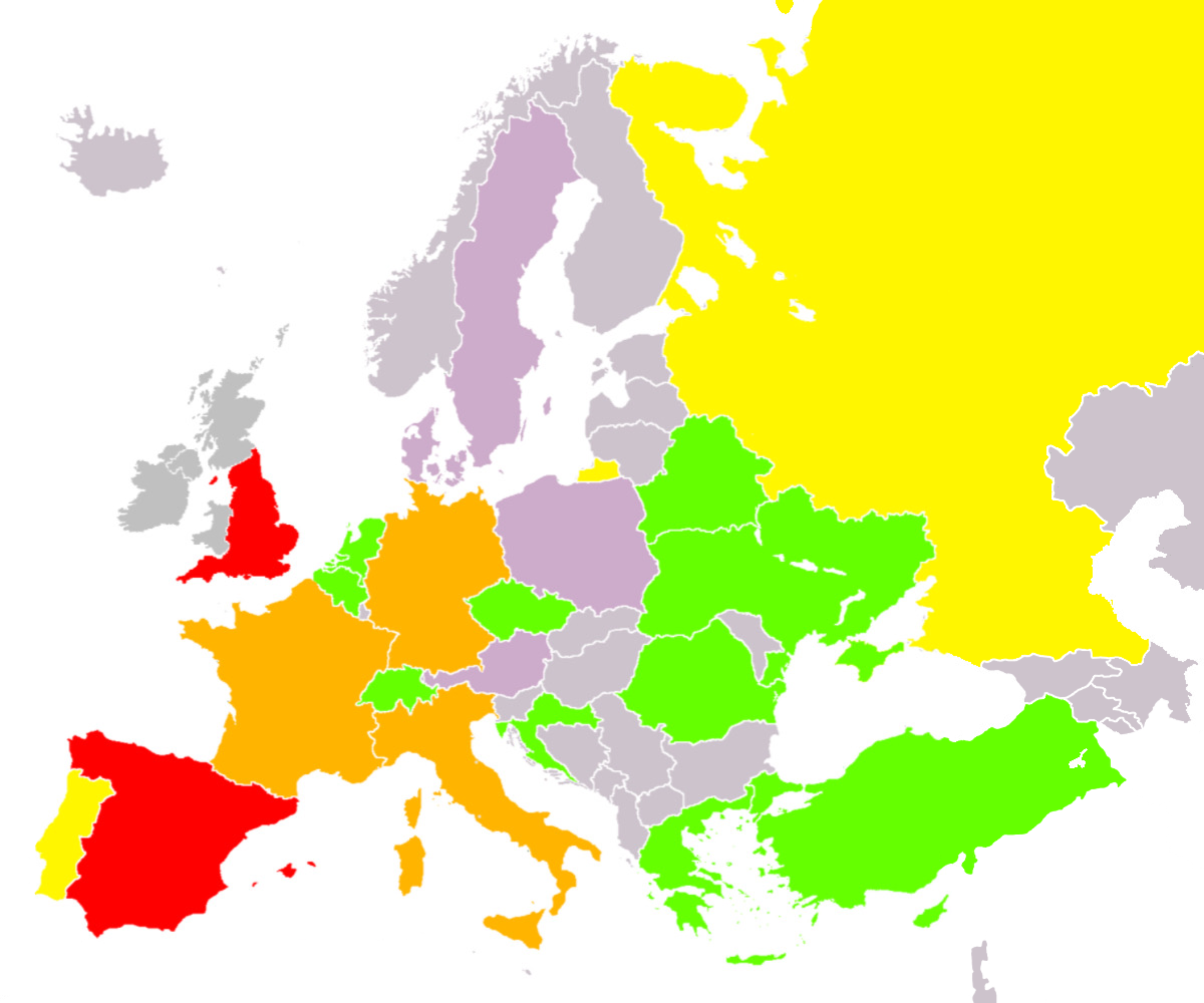
Mapa państw, które mają swych reprezentantów w rozgrywkach.
Legenda:
4 reprezentantów
3 reprezentantów
2 reprezentantów
1 reprezentant
Co najmniej jeden reprezentant w barażach

Rozgrywki składały się z 3 części:
- fazy kwalifikacyjnej,
- fazy grupowej,
- fazy pucharowej.

     4 reprezentantów
     3 reprezentantów
     2 reprezentantów
     1 reprezentant
     Co najmniej jeden reprezentant w barażach

## Podział miejsc w rozgrywkach
W edycji 2011/2012 Ligi Mistrzów weźmie udział 76 zespołów z 52 federacji piłkarskich zrzeszonych w UEFA (poza Liechtensteinem, gdzie nie są przeprowadzane krajowe rozgrywki ligowe – drużyny piłkarskie z tego kraju należą do szwajcarskiego systemu ligowego). Zespoły zostaną przydzielone do danych rund fazy kwalifikacyjnej oraz fazy grupowej zgodnie z rankingiem współczynników ligowych UEFA 2010.
Prawo udziału w rozgrywkach można uzyskać poprzez:
- zajęcie odpowiedniego miejsca w tabeli ligowej,
- zwycięstwo w edycji 2010/2011 Ligi Mistrzów UEFA (jeśli zdobywca tego trofeum nie uzyska miejsca w Lidze Mistrzów lub Lidze Europy UEFA 2010/2011 dzięki pozycji zajętej w rozgrywkach krajowych).

Ponieważ obaj finaliści Ligi Mistrzów 2010/2011 zakwalifikowali się automatycznie do fazy grupowej Ligi Mistrzów 2010/2011, druga z wymienionych wyżej dróg wejścia do rozgrywek nie została wykorzystana.

### Ranking ligowy UEFA 2010
| Lp | Federacja  | Współ. | Drużyny |   |
| -- | ---------- | ------ | ------- | - |
| 1  | Anglia     | 81,856 | 4       |   |
| 2  | Hiszpania  | 79,757 | 4       |   |
| 3  | Niemcy     | 64,207 | 4       | 4 |
| 4  | Włochy     | 53,740 | 3       | 4 |
| 5  | Francja    | 53,740 | 3       | 4 |
| 6  | Rosja      | 43,791 | 3       |   |
| 7  | Ukraina    | 39,550 | 2       |   |
| 8  | Rumunia    | 39,491 | 2       |   |
| 9  | Portugalia | 38,296 | 2       |   |
| 10 | Holandia   | 36,546 | 2       |   |
| 11 | Turcja     | 34,450 | 2       |   |
| 12 | Grecja     | 29,899 | 2       |   |
| 13 | Szwajcaria | 28,375 | 2       |   |
| 14 | Belgia     | 27,900 | 2       |   |
| 15 | Dania      | 27,350 | 2       |   |
| 16 | Szkocja    | 25,791 | 1       |   |
| 17 | Bułgaria   | 22,000 | 1       |   |
| 18 | Czechy     | 21,975 | 1       |   |

| Lp | Federacja            | Współ. | Drużyny |
| -- | -------------------- | ------ | ------- |
| 19 | Austria              | 19,575 | 1       |
| 20 | Izrael               | 18,875 | 1       |
| 21 | Cypr                 | 17,999 | 1       |
| 22 | Norwegia             | 17,400 | 1       |
| 23 | Słowacja             | 15,832 | 1       |
| 24 | Szwecja              | 14,191 | 1       |
| 25 | Serbia               | 14,000 | 1       |
| 26 | Polska               | 12,541 | 1       |
| 27 | Chorwacja            | 12,332 | 1       |
| 28 | Białoruś             | 11,541 | 1       |
| 29 | Irlandia             | 9,541  | 1       |
| 30 | Finlandia            | 9,499  | 1       |
| 31 | Bośnia i Hercegowina | 8,749  | 1       |
| 32 | Litwa                | 8,416  | 1       |
| 33 | Łotwa                | 8,248  | 1       |
| 34 | Mołdawia             | 7,290  | 1       |
| 35 | Słowenia             | 6,957  | 1       |
| 36 | Węgry                | 6,750  | 1       |

| Lp | Federacja          | Współ. | Drużyny |
| -- | ------------------ | ------ | ------- |
| 37 | Gruzja             | 5,748  | 1       |
| 38 | Azerbejdżan        | 5,498  | 1       |
| 39 | Islandia           | 5,415  | 1       |
| 40 | Macedonia Północna | 5,332  | 1       |
| 41 | Liechtenstein      | 4,500  | 0       |
| 42 | Kazachstan         | 4,499  | 1       |
| 43 | Estonia            | 4,374  | 1       |
| 44 | Albania            | 3,999  | 1       |
| 45 | Armenia            | 2,999  | 1       |
| 46 | Walia              | 2,581  | 1       |
| 47 | Czarnogóra         | 2,125  | 1       |
| 48 | Wyspy Owcze        | 1,832  | 1       |
| 49 | Irlandia Północna  | 1,624  | 1       |
| 50 | Luksemburg         | 1,249  | 1       |
| 51 | Andora             | 1,000  | 1       |
| 52 | Malta              | 0,916  | 1       |
| 53 | San Marino         | 0,750  | 1       |

### Szczegółowy podział miejsc
|                                      |                                      | Drużyny rozpoczynające udział | Zwycięzcy poprzedniej rundy                                                            |
| ------------------------------------ | ------------------------------------ | --- | -------------------------------------------------------------------------------------- |
| I runda kwalifikacyjna (4 drużyny)   | I runda kwalifikacyjna (4 drużyny)   | - 4 drużyny – mistrzowie lig federacji z miejsc 50–53 |                                                                                        |
| II runda kwalifikacyjna (34 drużyny) | II runda kwalifikacyjna (34 drużyny) | - 32 drużyny – mistrzowie lig federacji z miejsc 17–49 (z wyjątkiem Liechtensteinu)                                                                           | - 2 zwycięzców I rundy kwalifikacyjnej                                                 |
| III runda kwalifikacyjna (30 drużyn) | dla mistrzów (20 drużyn)             | - 3 drużyny – mistrzowie lig federacji z miejsc 14–16 | - 17 zwycięzców II rundy kwalifikacyjnej                                               |
| III runda kwalifikacyjna (30 drużyn) | dla niemistrzów (10 drużyn)          | - 9 drużyn – wicemistrzowie lig federacji z miejsc 7–15 - 1 drużyna – 3. zespół ligi federacji z miejsca 6                                                    |                                                                                        |
| Runda play-off (20 drużyn)           | dla mistrzów (10 drużyn)             | | - 10 zwycięzców III rundy kwalifikacyjnej dla mistrzów                                 |
| Runda play-off (20 drużyn)           | dla niemistrzów (10 drużyn)          | - 2 drużyny – 3. zespoły ligi federacji z miejsc 4 i 5 - 3 drużyny – 4. zespoły ligi federacji z miejsc 1–3                                                   | - 5 zwycięzców III rundy kwalifikacyjnej dla niemistrzów                               |
| Faza grupowa (32 drużyny)            | Faza grupowa (32 drużyny)            | - 13 drużyn – mistrzowie lig federacji z miejsc 1–13 - 6 drużyn – 2. zespoły ligi federacji z miejsc 1–6 - 3 drużyny – 3. zespoły ligi federacji z miejsc 1–3 | - 5 zwycięzców rund play-off dla mistrzów - 5 zwycięzców rund play-off dla niemistrzów |
| Faza pucharowa (16 drużyn)           | Faza pucharowa (16 drużyn)           | | - 8 drużyn – zwycięzcy grup - 8 drużyn – 2. zespoły grup                               |

## Uczestnicy
Lista uczestników Ligi Mistrzów UEFA 2011/2012 z wyszczególnieniem rund, w których dane drużyny rozpoczęły udział w rozgrywkach.
Oznaczenia:
- L1, L2, L3, L4 – drużyny, który zajęły odpowiednie miejsca w ligach krajowych,
- OT – obrońca tytułu (zwycięzca edycji 2010/2011).

| Faza grupowa             | Faza grupowa           | Faza grupowa            | Faza grupowa           |
| ------------------------ | ---------------------- | ----------------------- | ---------------------- |
| Manchester United (L1)   | Milan (L1)             | Olympique Marsylia (L2) | FC Porto (L1)          |
| Chelsea (L2)             | Inter Mediolan (L2)    | Zenit Petersburg (L1)   | Ajax (L1)              |
| Manchester City (L3)     | Napoli (L3)            | CSKA Moskwa (L2)        | Trabzonspor (L2)       |
| FC Barcelona (OT L1)     | Borussia Dortmund (L1) | Szachtar Donieck (L1)   | Olympiakos SFP (L1)    |
| Real Madryt (L2)         | Bayer Leverkusen (L2)  | Oțelul Gałacz (L1)      | FC Basel (L1)          |
| Valencia CF (L3)         | Lille OSC (L1)         |                         |                        |
| Runda play-off           |                        |                         |                        |
| dla mistrzów             | dla niemistrzów        | dla niemistrzów         | dla niemistrzów        |
|                          | Arsenal (L4)           | Udinese (L4)            | Olympique Lyon (L3)    |
| Villarreal CF (L4)       | Bayern Monachium (L3)  |                         |                        |
| III runda kwalifikacyjna |                        |                         |                        |
| dla mistrzów             | dla niemistrzów        | dla niemistrzów         | dla niemistrzów        |
| KRC Genk (L1)            | Rubin Kazań (L3)       | Twente (L2)             | FC Zürich (L2)         |
| FC Kopenhaga (L1)        | Dynamo Kijów (L2)      | Trabzonspor (L2)        | Standard Liège (L2)    |
| Rangers (L1)             | FC Vaslui (L3)         | Panathinaikos AO (L2)   | Odense BK (L2)         |
|                          | SL Benfica (L2)        |                         |                        |
| II runda kwalifikacyjna  |                        |                         |                        |
| Liteks Łowecz (L1)       | Partizan Belgrad (L1)  | Skonto Ryga (L1)        | Toboł Kustanaj (L1)    |
| Viktoria Pilzno (L1)     | Wisła Kraków (L1)      | Dacia Kiszyniów (L1)    | Flora Tallinn (L1)     |
| Sturm Graz (L1)          | Dinamo Zagrzeb (L1)    | NK Maribor (L1)         | Skënderbeu Korcza (L1) |
| Maccabi Hajfa (L1)       | BATE Borysów (L1)      | Videoton FC (L1)        | Piunik Erywań (L1)     |
| APOEL Nikozja (L1)       | Shamrock Rovers (L1)   | Zestaponi (L1)          | Bangor City (L1)       |
| Rosenborg BK (L1)        | HJK Helsinki (L1)      | Neftçi PFK (L1)         | FK Mogren (L1)         |
| Slovan Bratysława (L1)   | Borac Banja Luka (L1)  | Breiðablik (L1)         | HB Tórshavn (L1)       |
| Malmö FF (L1)            | Ekranas Poniewież (L1) | Szkendija Tetowo (L1)   | Linfield F.C. (L1)     |
| I runda kwalifikacyjna   |                        |                         |                        |
| F91 Dudelange (L1)       | FC Santa Coloma (L1)   | Valletta FC (L1)        | SP Tre Fiori (L1)      |

## Terminarz meczów
| Faza           | Runda                    | data losowania            | Pierwszy mecz                            | Rewanż                                   |
| -------------- | ------------------------ | ------------------------- | ---------------------------------------- | ---------------------------------------- |
| Kwalifikacje   | I Runda kwalifikacyjna   | 20 czerwca 2011           | 28–29 czerwca 2011                       | 5–6 lipca 2011                           |
| Kwalifikacje   | II runda kwalifikacyjna  | 20 czerwca 2011           | 12–13 lipca 2011                         | 19–20 lipca 2011                         |
| Kwalifikacje   | III runda kwalifikacyjna | 15 lipca 2011             | 26–27 lipca 2011                         | 2–3 sierpnia 2011                        |
| Play-off       | Runda Play-off           | 5 sierpnia 2011           | 16–17 sierpnia 2011                      | 23–24 sierpnia 2011                      |
| Faza grupowa   | 1 dzień rozgrywek        | 25 sierpnia 2011 (Monako) | 13–14 września 2011                      | 13–14 września 2011                      |
| Faza grupowa   | 2 dzień rozgrywek        | 25 sierpnia 2011 (Monako) | 27–28 września 2011                      | 27–28 września 2011                      |
| Faza grupowa   | 3 dzień rozgrywek        | 25 sierpnia 2011 (Monako) | 18–19 października 2011                  | 18–19 października 2011                  |
| Faza grupowa   | 4 dzień rozgrywek        | 25 sierpnia 2011 (Monako) | 1–2 listopada 2011                       | 1–2 listopada 2011                       |
| Faza grupowa   | 5 dzień rozgrywek        | 25 sierpnia 2011 (Monako) | 22–23 listopada 2011                     | 22–23 listopada 2011                     |
| Faza grupowa   | 6 dzień rozgrywek        | 25 sierpnia 2011 (Monako) | 6–7 grudnia 2011                         | 6–7 grudnia 2011                         |
| faza pucharowa | 1/8 finału               | 16 grudnia 2011           | 14–15 & 21–22 lutego 2012                | 6–7 & 13–14 marca 2012                   |
| faza pucharowa | Ćwierćfinały             | 16 marca 2012             | 27–28 Marca 2012                         | 3–4 kwietnia 2012                        |
| faza pucharowa | Półfinały                | 16 marca 2012             | 17–18 kwietnia 2012                      | 24–25 kwietnia 2012                      |
| faza pucharowa | Finał                    | 16 marca 2012             | 19 maja 2012 na Allianz Arena, Monachium | 19 maja 2012 na Allianz Arena, Monachium |

## Faza kwalifikacyjna
Rozegrane zostaną 2 odrębne turnieje kwalifikacyjne. W pierwszym wezmą udział mistrzowie federacji, którym nie przysługiwało prawo automatycznego awansu do fazy grupowej (I i II runda kwalifikacyjna, III runda kwalifikacyjna dla mistrzów oraz runda play-off dla mistrzów). W drugim wystąpią drużyny, które nie zdobyły tytułu mistrzowskiego swoich federacji a sam mistrz zakwalifikował się bezpośrednio do fazy grupowej turnieju (III runda kwalifikacyjna dla niemistrzów oraz runda play-off dla niemistrzów).

### I runda kwalifikacyjna
Do startu w I rundzie kwalifikacyjnej uprawnione będą 4 drużyny, z czego 2 będą rozstawione.
| Drużyny rozstawione | Drużyny rozstawione | Drużyny rozstawione | Drużyny rozstawione |
| Drużyna             | Wsp.                | Drużyna             | Wsp.                |
| ------------------- | ------------------- | ------------------- | ------------------- |
| F91 Dudelange       | 1,524               | Valletta FC         | 1,483               |

| Drużyny nierozstawione | Drużyny nierozstawione | Drużyny nierozstawione | Drużyny nierozstawione |
| Drużyna                | Wsp.                   | Drużyna                | Wsp.                   |
| ---------------------- | ---------------------- | ---------------------- | ---------------------- |
| FC Santa Coloma        | 1,200                  | SP Tre Fiori           | 1,183                  |

Wsp. – wartość współczynnika klubowego.
| Drużyna 1                            | Wynik dwumeczu | Drużyna 2     | Pierwszy mecz | Drugi mecz |
| ------------------------------------ | -------------- | ------------- | ------------- | ---------- |
| SP Tre Fiori                         | 1:5            | Valletta FC   | 0:3           | 1:2        |
| FC Santa Coloma                      | 0:4            | F91 Dudelange | 0:2           | 0:2        |
| Po lewej gospodarz pierwszego meczu. |                |               |               |            |

### II runda kwalifikacyjna
Do startu w II rundzie kwalifikacyjnej uprawnione będą 34 drużyny (w tym 2 zwycięzców I rundy), z czego 17 będzie rozstawionych.
    drużyny, które awansowały z I rundy kwalifikacyjnej
| Drużyny rozstawione | Drużyny rozstawione | Drużyny rozstawione | Drużyny rozstawione |
| Drużyna             | Wsp.                | Drużyna             | Wsp.                |
| ------------------- | ------------------- | ------------------- | ------------------- |
| BATE Borysów        | 23,216              | Slovan Bratysława   | 5,899               |
| Maccabi Hajfa       | 21,400              | Viktoria Pilzno     | 5,170               |
| Dinamo Zagrzeb      | 20,224              | NK Maribor          | 4,224               |
| Rosenborg BK        | 19,375              | HJK Helsinki        | 3,793               |
| Partizan Belgrad    | 15,850              | Ekranas Poniewież   | 3,541               |
| APOEL Nikozja       | 13,124              | Zestaponi           | 2,891               |
| Wisła Kraków        | 10,183              | Malmö FF            | 2,825               |
| Sturm Graz          | 8,640               | Shamrock Rovers     | 2,741               |
| Liteks Łowecz       | 8,575               |                     |                     |

| Drużyny nierozstawione | Drużyny nierozstawione | Drużyny nierozstawione | Drużyny nierozstawione |
| Drużyna                | Wsp.                   | Drużyna                | Wsp.                   |
| ---------------------- | ---------------------- | ---------------------- | ---------------------- |
| Dacia Kiszyniów        | 2,549                  | Toboł Kustanaj         | 1,624                  |
| Piunik Erywań          | 2,516                  | F91 Dudelange          | 1,524                  |
| Borac Banja Luka       | 2,324                  | Flora Tallinn          | 1,508                  |
| FK Mogren              | 2,275                  | Breiðablik             | 1,491                  |
| Skonto Ryga            | 2,233                  | Valletta FC            | 1,483                  |
| Videoton FC            | 2,200                  | Neftçi PFK             | 1,233                  |
| Bangor City            | 2,058                  | Szkendija Tetowo       | 1,041                  |
| HB Tórshavn            | 1,783                  | Skënderbeu Korcza      | 0,774                  |
| Linfield F.C.          | 1,699                  |                        |                        |

Wsp. – wartość współczynnika klubowego.
Pogrubioną czcionką wyróżnione zespoły, które awansowały do kolejnej rundy. Pochyłą czcionką drużyny, które jeszcze nie wywalczyły awansu do tej fazy rozgrywek.
| Drużyna 1                            | Wynik dwumeczu | Drużyna 2         | Pierwszy mecz | Drugi mecz |
| ------------------------------------ | -------------- | ----------------- | ------------- | ---------- |
| Maccabi Hajfa                        | 7:4            | Borac Banja Luka  | 5:1           | 2:3        |
| FK Mogren                            | 1:5            | Liteks Łowecz     | 1:2           | 0:3        |
| NK Maribor                           | 5:1            | F91 Dudelange     | 2:0           | 3:1        |
| Skënderbeu Korcza                    | 0:6            | APOEL Nikozja     | 0:2           | 0:4        |
| Slovan Bratysława                    | 3:1            | Toboł Kustanaj    | 2:0           | 1:1        |
| Sturm Graz                           | 4:3            | Videoton FC       | 2:0           | 2:3        |
| Zestaponi                            | 3:2            | Dacia Kiszyniów   | 3:0           | 0:2        |
| Dinamo Zagrzeb                       | 3:0            | Neftçi PFK        | 3:0           | 0:0        |
| Piunik Erywań                        | 1:9            | Viktoria Pilzno   | 0:4           | 1:5        |
| Partizan Belgrad                     | 5:0            | Szkendija Tetowo  | 4:0           | 1:0        |
| Valletta FC                          | 2:4            | Ekranas Poniewież | 2:3           | 0:1        |
| Malmö FF                             | 3:1            | HB Tórshavn       | 2:0           | 1:1        |
| Shamrock Rovers                      | 1:0            | Flora Tallinn     | 1:0           | 0:0        |
| Rosenborg BK                         | 5:2            | Breiðablik        | 5:0           | 0:2        |
| HJK Helsinki                         | 13:0           | Bangor City       | 3:0           | 10:0       |
| Skonto Ryga                          | 0:3            | Wisła Kraków      | 0:1           | 0:2        |
| Linfield F.C.                        | 1:3            | BATE Borysów      | 1:1           | 0:2        |
| Po lewej gospodarz pierwszego meczu. |                |                   |               |            |

### III runda kwalifikacyjna
Od tej rundy turniej kwalifikacyjny zostanie podzielony na 2 części – dla mistrzów i niemistrzów poszczególnych federacji: 
- do startu w III rundzie kwalifikacyjnej dla mistrzów uprawnionych będzie 20 drużyn (w tym 17 zwycięzców II rundy), z czego 10 będzie rozstawionych;
- do startu w III rundzie kwalifikacyjnej dla niemistrzów uprawnionych będzie 10 drużyn, z czego 5 będzie rozstawionych.

Drużyny, które przegrają w tej rundzie, otrzymają prawo gry w rundzie play-off Ligi Europy UEFA.
    drużyny, które awansowały z II rundy kwalifikacyjnej
| Drużyny rozstawione | Drużyny rozstawione | Drużyny rozstawione | Drużyny rozstawione |
| Drużyna             | Wsp.                | Drużyna             | Wsp.                |
| ------------------- | ------------------- | ------------------- | ------------------- |
| Rangers             | 56,028              | Rosenborg BK        | 19,375              |
| FC Kopenhaga        | 51,110              | Partizan Belgrad    | 15,850              |
| BATE Borysów        | 23,216              | APOEL Nikozja       | 13,124              |
| Maccabi Hajfa       | 21,400              | Wisła Kraków        | 10,183              |
| Dinamo Zagrzeb      | 20,224              | Sturm Graz          | 8,640               |

| Drużyny nierozstawione | Drużyny nierozstawione | Drużyny nierozstawione | Drużyny nierozstawione |
| Drużyna                | Wsp.                   | Drużyna                | Wsp.                   |
| ---------------------- | ---------------------- | ---------------------- | ---------------------- |
| Liteks Łowecz          | 8,575                  | HJK Helsinki           | 3,793                  |
| KRC Genk               | 8,400                  | Ekranas Poniewież      | 3,541                  |
| Slovan Bratysława      | 5,899                  | Zestaponi              | 2,891                  |
| Viktoria Pilzno        | 5,170                  | Malmö FF               | 2,825                  |
| NK Maribor             | 4,224                  | Shamrock Rovers        | 2,741                  |

Wsp. – wartość współczynnika klubowego.
Pogrubioną czcionką wyróżnione zespoły, które awansowały do kolejnej rundy.
| Drużyny rozstawione | Drużyny rozstawione | Drużyny rozstawione | Drużyny rozstawione |
| Drużyna             | Wsp.                | Drużyna             | Wsp.                |
| ------------------- | ------------------- | ------------------- | ------------------- |
| SL Benfica          | 81,319              | Dynamo Kijów        | 60,776              |
| Panathinaikos AO    | 57,833              | Twente              | 41,025              |
| Standard Liège      | 32,400              |                     |                     |

| Drużyny nierozstawione | Drużyny nierozstawione | Drużyny nierozstawione | Drużyny nierozstawione |
| Drużyna                | Wsp.                   | Drużyna                | Wsp.                   |
| ---------------------- | ---------------------- | ---------------------- | ---------------------- |
| Rubin Kazań            | 31,941                 | FC Zürich              | 18,980                 |
| Odense BK              | 18,610                 | Trabzonspor            | 12,010                 |
| FC Vaslui              | 10,164                 |                        |                        |

Wsp. – wartość współczynnika klubowego.
Pogrubioną czcionką wyróżnione zespoły, które awansowały do kolejnej rundy.
| Drużyna 1                            | Wynik dwumeczu            | Drużyna 2                 | Pierwszy mecz             | Drugi mecz                |                           |
| Kwalifikacje dla mistrzów            | Kwalifikacje dla mistrzów | Kwalifikacje dla mistrzów | Kwalifikacje dla mistrzów | Kwalifikacje dla mistrzów | Kwalifikacje dla mistrzów |
| ------------------------------------ | ------------------------- | ------------------------- | ------------------------- | ------------------------- | ------------------------- |
| Liteks Łowecz                        | 2:5                       | Wisła Kraków              | 1:2                       | 1:3                       |                           |
| Maccabi Hajfa                        | 3:2                       | NK Maribor                | 2:1                       | 1:1                       |                           |
| HJK Helsinki                         | 1:3                       | Dinamo Zagrzeb            | 1:2                       | 0:1                       |                           |
| APOEL Nikozja                        | 2:0                       | Slovan Bratysława         | 0:0                       | 2:0                       |                           |
| FC Kopenhaga                         | 3:0                       | Shamrock Rovers           | 1:0                       | 2:0                       |                           |
| KRC Genk                             | 3:2                       | Partizan Belgrad          | 2:1                       | 1:1                       |                           |
| Rosenborg BK                         | 2:4                       | Viktoria Pilzno           | 0:1                       | 2:3                       |                           |
| Zestaponi                            | 1:2                       | Sturm Graz                | 1:1                       | 0:1                       |                           |
| Ekranas Poniewież                    | 1:3                       | BATE Borysów              | 0:0                       | 1:3                       |                           |
| Rangers                              | 1:2                       | Malmö FF                  | 0:1                       | 1:1                       |                           |
| Kwalifikacje dla niemistrzów         |                           |                           |                           |                           |                           |
| Standard Liège                       | 1:2                       | FC Zürich                 | 1:1                       | 0:1                       |                           |
| Twente                               | 2:0                       | FC Vaslui                 | 2:0                       | 0:0                       |                           |
| SL Benfica                           | 3:1                       | Trabzonspor               | 2:0                       | 1:1                       |                           |
| Dynamo Kijów                         | 1:4                       | Rubin Kazań               | 0:2                       | 1:2                       |                           |
| Odense BK                            | 5:4                       | Panathinaikos AO          | 1:1                       | 4:3                       |                           |
| Po lewej gospodarz pierwszego meczu. |                           |                           |                           |                           |                           |

### Runda play-off
W tej rundzie turniej kwalifikacyjny będzie podzielony na 2 części – dla mistrzów i niemistrzów poszczególnych federacji: 
- do startu w rundzie play-off dla mistrzów uprawnionych będzie 10 drużyn (zwycięzców III rundy kwalifikacji dla mistrzów), z czego 5 będzie rozstawionych;
- do startu w rundzie play-off dla niemistrzów uprawnionych będzie 10 drużyn (w tym 5 zwycięzców III rundy kwalifikacji dla niemistrzów), z czego 5 będzie rozstawionych.

Drużyny, które wygrają w tej rundzie, otrzymają prawo gry w fazie grupowej Ligi Mistrzów UEFA. Drużyny, które przegrają w tej rundzie, otrzymały prawo gry w fazie grupowej Ligi Europy UEFA.
    drużyny, które awansowały z III rundy kwalifikacyjnej
| Drużyny rozstawione | Drużyny rozstawione | Drużyny rozstawione | Drużyny rozstawione |
| Drużyna             | Wsp.                | Drużyna             | Wsp.                |
| ------------------- | ------------------- | ------------------- | ------------------- |
| FC Kopenhaga        | 51,110              | Dinamo Zagrzeb      | 20,224              |
| BATE Borysów        | 23,216              | APOEL Nikozja       | 13,124              |
| Maccabi Hajfa       | 21,400              |                     |                     |

| Drużyny nierozstawione | Drużyny nierozstawione | Drużyny nierozstawione | Drużyny nierozstawione |
| Drużyna                | Wsp.                   | Drużyna                | Wsp.                   |
| ---------------------- | ---------------------- | ---------------------- | ---------------------- |
| Wisła Kraków           | 10,183                 | Viktoria Pilzno        | 5,170                  |
| Sturm Graz             | 8,640                  | Malmö FF               | 2,825                  |
| KRC Genk               | 8,400                  |                        |                        |

Wsp. – wartość współczynnika klubowego.
    drużyny, które awansowały z III rundy kwalifikacyjnej
| Drużyny rozstawione | Drużyny rozstawione | Drużyny rozstawione | Drużyny rozstawione |
| Drużyna             | Wsp.                | Drużyna             | Wsp.                |
| ------------------- | ------------------- | ------------------- | ------------------- |
| Bayern Monachium    | 118,887             | SL Benfica          | 81,319              |
| Arsenal             | 108,157             | Villarreal CF       | 75,465              |
| Olympique Lyon      | 92,735              |                     |                     |

| Drużyny nierozstawione | Drużyny nierozstawione | Drużyny nierozstawione | Drużyny nierozstawione |
| Drużyna                | Wsp.                   | Drużyna                | Wsp.                   |
| ---------------------- | ---------------------- | ---------------------- | ---------------------- |
| Twente                 | 41,025                 | FC Zürich              | 18,980                 |
| Rubin Kazań            | 31,941                 | Odense BK              | 18,610                 |
| Udinese                | 27,110                 |                        |                        |

Wsp. – wartość współczynnika klubowego.
| Drużyna 1                            | Wynik dwumeczu            | Drużyna 2                 | Pierwszy mecz             | Drugi mecz                |                           |
| Kwalifikacje dla mistrzów            | Kwalifikacje dla mistrzów | Kwalifikacje dla mistrzów | Kwalifikacje dla mistrzów | Kwalifikacje dla mistrzów | Kwalifikacje dla mistrzów |
| ------------------------------------ | ------------------------- | ------------------------- | ------------------------- | ------------------------- | ------------------------- |
| Wisła Kraków                         | 2:3                       | APOEL Nikozja             | 1:0                       | 1:3                       |                           |
| Maccabi Hajfa                        | 3:3 (k. 1:4)              | KRC Genk                  | 2:1                       | 1:2 (k. 1:4)              |                           |
| Dinamo Zagrzeb                       | 4:3                       | Malmö FF                  | 4:1                       | 0:2                       |                           |
| FC Kopenhaga                         | 2:5                       | Viktoria Pilzno           | 1:3                       | 1:2                       |                           |
| BATE Borysów                         | 3:1                       | Sturm Graz                | 1:1                       | 2:0                       |                           |
| Kwalifikacje dla niemistrzów         |                           |                           |                           |                           |                           |
| Odense BK                            | 1:3                       | Villarreal CF             | 1:0                       | 0:3                       |                           |
| Twente                               | 3:5                       | SL Benfica                | 2:2                       | 1:3                       |                           |
| Arsenal                              | 3:1                       | Udinese                   | 1:0                       | 2:1                       |                           |
| Bayern Monachium                     | 3:0                       | FC Zürich                 | 2:0                       | 1:0                       |                           |
| Olympique Lyon                       | 4:2                       | Rubin Kazań               | 3:1                       | 1:1                       |                           |
| Po lewej gospodarz pierwszego meczu. |                           |                           |                           |                           |                           |

## Faza grupowa
Do startu w fazie grupowej uprawnionych będzie 32 drużyny (w tym 10 zwycięzców rundy play-off). W trakcie losowania, które odbędzie się w czwartek 25 sierpnia 2011, zespoły zostaną rozdzielone na 4 koszyki, następnie rozlosowane i podzielone na 8 grup po 4 drużyny każda. Do jednej grupy nie mogą trafić drużyny z tego samego koszyka i federacji.
Wszystkie zespoły zagrają ze sobą dwukrotnie – po 2 najlepsze z każdej grupy awansują do fazy pucharowej, drużyny z 3. miejsc otrzymają prawo gry w 1/16 finału Ligi Europy UEFA.
Zasady ustalania kolejności w tabeli:
1. liczba zdobytych punktów w całej rundzie;
2. liczba punktów zdobyta w meczach bezpośrednich;
3. różnica bramek w meczach bezpośrednich;
4. różnica bramek w meczach bezpośrednich – podwójne liczenie bramek zdobytych na wyjeździe;
5. różnica bramek w całej rundzie;
6. liczba zdobytych bramek w całej rundzie;
7. współczynnik drużyny z poprzednich 5 sezonów.

Na żółtym tle przedstawiono drużyny, które awansowały z rundy play-off Ligi Mistrzów.
| Koszyk 1          | Koszyk 1 | Koszyk 1       | Koszyk 1 |
| Drużyna           | Współcz. | Drużyna        | Współcz. |
| ----------------- | -------- | -------------- | -------- |
| FC Barcelona      | 141,465  | Arsenal        | 108,157  |
| Manchester United | 151,157  | Real Madryt    | 103,465  |
| Chelsea           | 129,157  | FC Porto       | 100,319  |
| Bayern Monachium  | 118,887  | Inter Mediolan | 100,110  |

| Koszyk 2         | Koszyk 2 | Koszyk 2           | Koszyk 2 |
| Drużyna          | Współcz. | Drużyna            | Współcz. |
| ---------------- | -------- | ------------------ | -------- |
| Milan            | 94,110   | SL Benfica         | 81,319   |
| Olympique Lyon   | 92,735   | Villarreal CF      | 75,465   |
| Szachtar Donieck | 87.776   | CSKA Moskwa        | 73,941   |
| Valencia CF      | 85,465   | Olympique Marsylia | 68,735   |

| Koszyk 3         | Koszyk 3 | Koszyk 3        | Koszyk 3 |
| Drużyna          | Współcz. | Drużyna         | Współcz. |
| ---------------- | -------- | --------------- | -------- |
| Zenit Petersburg | 60,441   | Manchester City | 47,157   |
| Ajax             | 56,025   | Lille OSC       | 40,735   |
| Bayer Leverkusen | 54,887   | FC Basel        | 39,980   |
| Olympiakos SFP   | 50,833   | BATE Borysów    | 23,216   |

| Koszyk 4          | Koszyk 4 | Koszyk 4        | Koszyk 4 |
| Drużyna           | Współcz. | Drużyna         | Współcz. |
| ----------------- | -------- | --------------- | -------- |
| Borussia Dortmund | 22,887   | Trabzonspor     | 12,010   |
| Napoli            | 21,110   | KRC Genk        | 8,400    |
| Dinamo Zagrzeb    | 20,224   | Viktoria Pilzno | 5,170    |
| APOEL Nikozja     | 13,124   | Oțelul Gałacz   | 5.164    |

Współcz. – wartość współczynnika klubowego

### Grupy
| Kolory w tabeli grup                                   |
| ------------------------------------------------------ |
| Zespoły z miejsc 1 i 2 awansują do 1/8 finału          |
| Zespół z miejsca 3 awansuje do 1/16 finału Ligi Europy |

#### Grupa A
| Lp. | Drużyna              | M | Z | R | P | Bramki | Bramki | +/– | Pkt |
| --- | -------------------- | - | - | - | - | ------ | ------ | --- | --- |
| 1   | Bayern Monachium (A) | 6 | 4 | 1 | 1 | 11     | 6      | +5  | 13  |
| 2   | Napoli (A)           | 6 | 3 | 2 | 1 | 10     | 6      | +4  | 11  |
| 3   | Manchester City (LE) | 6 | 3 | 1 | 2 | 9      | 6      | +3  | 10  |
| 4   | Villarreal CF        | 6 | 0 | 0 | 6 | 2      | 14     | −12 | 0   |

|                  | BMU | VIL | MNC | NAP |
| ---------------- | --- | --- | --- | --- |
| Bayern Monachium | –   | 3:1 | 2:0 | 3:2 |
| Villarreal CF    | 0:2 | –   | 0:3 | 0:2 |
| Manchester City  | 2:0 | 2:1 | –   | 1:1 |
| Napoli           | 1:1 | 2:0 | 2:1 | –   |

#### Grupa B
| Lp. | Drużyna            | M | Z | R | P | Bramki | Bramki | +/– | Pkt |
| --- | ------------------ | - | - | - | - | ------ | ------ | --- | --- |
| 1   | Inter Mediolan (A) | 6 | 3 | 1 | 2 | 8      | 7      | +1  | 10  |
| 2   | CSKA Moskwa (A)    | 6 | 2 | 2 | 2 | 9      | 8      | +1  | 8   |
| 3   | Trabzonspor (LE)   | 6 | 1 | 4 | 1 | 3      | 5      | −2  | 7   |
| 4   | Lille OSC          | 6 | 1 | 3 | 2 | 6      | 6      | 0   | 6   |

|                | INT | CSK | LIL | TRA |
| -------------- | --- | --- | --- | --- |
| Inter Mediolan | –   | 1:2 | 2:1 | 0:1 |
| CSKA Moskwa    | 2:3 | –   | 0:2 | 3:0 |
| Lille OSC      | 0:1 | 2:2 | –   | 0:0 |
| Trabzonspor    | 1:1 | 0:0 | 1:1 | –   |

#### Grupa C
| Lp. | Drużyna                | M | Z | R | P | Bramki | Bramki | +/– | Pkt |
| --- | ---------------------- | - | - | - | - | ------ | ------ | --- | --- |
| 1   | SL Benfica (A)         | 6 | 3 | 3 | 0 | 8      | 4      | +4  | 12  |
| 2   | FC Basel (A)           | 6 | 3 | 2 | 1 | 11     | 10     | +1  | 11  |
| 3   | Manchester United (LE) | 6 | 2 | 3 | 1 | 11     | 8      | +3  | 9   |
| 4   | Oțelul Gałacz          | 6 | 0 | 0 | 6 | 3      | 11     | −8  | 0   |

|                   | MNU | BEN | BAS | OŢE |
| ----------------- | --- | --- | --- | --- |
| Manchester United | –   | 2:2 | 3:3 | 2:0 |
| SL Benfica        | 1:1 | –   | 1:1 | 1:0 |
| FC Basel          | 2:1 | 0:2 | –   | 2:1 |
| Oțelul Gałacz     | 0:2 | 0:1 | 2:3 | –   |

#### Grupa D
| Lp. | Drużyna            | M | Z | R | P | Bramki | Bramki | +/– | Pkt |
| --- | ------------------ | - | - | - | - | ------ | ------ | --- | --- |
| 1   | Real Madryt (A)    | 6 | 6 | 0 | 0 | 19     | 2      | +17 | 18  |
| 2   | Olympique Lyon (A) | 6 | 2 | 2 | 2 | 9      | 7      | +2  | 8   |
| 3   | Ajax (LE)          | 6 | 2 | 2 | 2 | 6      | 6      | 0   | 8   |
| 4   | Dinamo Zagrzeb     | 6 | 0 | 0 | 6 | 3      | 22     | −19 | 0   |

|                | RMA | LYO | AJX | DIN |
| -------------- | --- | --- | --- | --- |
| Real Madryt    | –   | 4:0 | 3:0 | 6:2 |
| Olympique Lyon | 0:2 | –   | 0:0 | 2:0 |
| Ajax           | 0:3 | 0:0 | –   | 4:0 |
| Dinamo Zagrzeb | 0:1 | 1:7 | 0:2 | –   |

#### Grupa E
| Lp. | Drużyna              | M | Z | R | P | Bramki | Bramki | +/– | Pkt |
| --- | -------------------- | - | - | - | - | ------ | ------ | --- | --- |
| 1   | Chelsea (A)          | 6 | 3 | 2 | 1 | 13     | 4      | +9  | 11  |
| 2   | Bayer Leverkusen (A) | 6 | 3 | 1 | 2 | 8      | 8      | 0   | 10  |
| 3   | Valencia CF (LE)     | 6 | 2 | 2 | 2 | 12     | 7      | +5  | 8   |
| 4   | KRC Genk             | 6 | 0 | 3 | 3 | 2      | 16     | −14 | 3   |

|                  | CHE | VAL | LEV | GNK |
| ---------------- | --- | --- | --- | --- |
| Chelsea          | –   | 3:0 | 2:0 | 5:0 |
| Valencia CF      | 1:1 | –   | 3:1 | 7:0 |
| Bayer Leverkusen | 2:1 | 2:1 | –   | 2:0 |
| KRC Genk         | 1:1 | 0:0 | 1:1 | –   |

#### Grupa F
| Lp. | Drużyna                | M | Z | R | P | Bramki | Bramki | +/– | Pkt |
| --- | ---------------------- | - | - | - | - | ------ | ------ | --- | --- |
| 1   | Arsenal (A)            | 6 | 3 | 2 | 1 | 7      | 6      | +1  | 11  |
| 2   | Olympique Marsylia (A) | 6 | 3 | 1 | 2 | 7      | 4      | +3  | 10  |
| 3   | Olympiakos SFP (LE)    | 6 | 3 | 0 | 3 | 8      | 6      | +2  | 9   |
| 4   | Borussia Dortmund      | 6 | 1 | 1 | 4 | 6      | 12     | −6  | 4   |

|                    | ARS | OMA | OLY | DOR |
| ------------------ | --- | --- | --- | --- |
| Arsenal            | –   | 0:0 | 2:1 | 2:1 |
| Olympique Marsylia | 0:1 | –   | 0:1 | 3:0 |
| Olympiakos SFP     | 3:1 | 0:1 | –   | 3:1 |
| Borussia Dortmund  | 1:1 | 2:3 | 1:0 | –   |

#### Grupa G
| Lp. | Drużyna              | M | Z | R | P | Bramki | Bramki | +/– | Pkt |
| --- | -------------------- | - | - | - | - | ------ | ------ | --- | --- |
| 1   | APOEL Nikozja (A)    | 6 | 2 | 3 | 1 | 6      | 6      | 0   | 9   |
| 2   | Zenit Petersburg (A) | 6 | 2 | 3 | 1 | 7      | 5      | +2  | 9   |
| 3   | FC Porto (LE)        | 6 | 2 | 2 | 2 | 7      | 7      | 0   | 8   |
| 4   | Szachtar Donieck     | 6 | 1 | 2 | 3 | 6      | 8      | −2  | 5   |

|                  | POR | SZA | ZEN | APN |
| ---------------- | --- | --- | --- | --- |
| FC Porto         | –   | 2:1 | 0:0 | 1:1 |
| Szachtar Donieck | 0:2 | –   | 2:2 | 1:1 |
| Zenit Petersburg | 3:1 | 1:0 | –   | 0:0 |
| APOEL Nikozja    | 2:1 | 0:2 | 2:1 | –   |

#### Grupa H
| Lp. | Drużyna              | M | Z | R | P | Bramki | Bramki | +/– | Pkt |
| --- | -------------------- | - | - | - | - | ------ | ------ | --- | --- |
| 1   | FC Barcelona (A)     | 6 | 5 | 1 | 0 | 20     | 4      | +16 | 16  |
| 2   | Milan (A)            | 6 | 2 | 3 | 1 | 11     | 8      | +3  | 9   |
| 3   | Viktoria Pilzno (LE) | 6 | 1 | 2 | 3 | 4      | 11     | −7  | 5   |
| 4   | BATE Borysów         | 6 | 0 | 2 | 4 | 2      | 14     | −12 | 2   |

|                 | BAR | MIL | BAT | VPL |
| --------------- | --- | --- | --- | --- |
| FC Barcelona    | –   | 2:2 | 4:0 | 2:0 |
| Milan           | 2:3 | –   | 2:0 | 2:0 |
| BATE Borysów    | 0:5 | 1:1 | –   | 0:1 |
| Viktoria Pilzno | 0:4 | 2:2 | 1:1 | –   |

## Faza pucharowa
Do startu w fazie pucharowej uprawnionych będzie 16 drużyn – 8 zwycięzców fazy grupowej i 8 drużyn, które zajęły 2. miejsca w fazie grupowej.
W tej fazie do dalszych etapów turnieju przechodzą zwycięzcy poszczególnych dwumeczów.
|  |                     |                     |                  |                  |            |   |      |                     |                     |              |              |              |  |  |           |           |           |           |           |  |  |       |       |       |
|  | 1/8 finału          | 1/8 finału          | 1/8 finału       | 1/8 finału       | 1/8 finału |   |      | Ćwierćfinały        | Ćwierćfinały        | Ćwierćfinały | Ćwierćfinały | Ćwierćfinały |  |  | Półfinały | Półfinały | Półfinały | Półfinały | Półfinały |  |  | Finał | Finał | Finał |
|  | 1/8 finału          | 1/8 finału          | 1/8 finału       | 1/8 finału       | 1/8 finału |   |      | Ćwierćfinały        | Ćwierćfinały        | Ćwierćfinały | Ćwierćfinały | Ćwierćfinały |  |  | Półfinały | Półfinały | Półfinały | Półfinały | Półfinały |  |  | Finał | Finał | Finał |
|  |                     |                     |                  |                  |            |   |      |                     |                     |              |              |              |  |  |           |           |           |           |           |  |  |       |       |       |
|  |                     |                     |                  |                  |            |   |      |                     |                     |              |              |              |  |  |           |           |           |           |           |  |  |       |       |       |
|  | Olympique Marsylia* | Olympique Marsylia* | 1                | 1                | 2          |   |      |                     |                     |              |              |              |  |  |           |           |           |           |           |  |  |       |       |       |
|  | Olympique Marsylia* | Olympique Marsylia* | 1                | 1                | 2          |   |      |                     |                     |              |              |              |  |  |           |           |           |           |           |  |  |       |       |       |
|  | Inter Mediolan      | Inter Mediolan      | 0                | 2                | 2          |   |      |                     |                     |              |              |              |  |  |           |           |           |           |           |  |  |       |       |       |
|  | Inter Mediolan      | Inter Mediolan      | 0                | 2                | 2          |   |      | Olympique Marsylia  | Olympique Marsylia  | 0            | 0            | 0            |  |  |           |           |           |           |           |  |  |       |       |       |
|  |                     |                     |                  |                  |            |   |      | Olympique Marsylia  | Olympique Marsylia  | 0            | 0            | 0            |  |  |           |           |           |           |           |  |  |       |       |       |
|  |                     |                     | Bayern Monachium | Bayern Monachium | 2          | 2 | 4    |                     |                     |              |              |              |  |  |           |           |           |           |           |  |  |       |       |       |
|  | FC Basel            | FC Basel            | Bayern Monachium | Bayern Monachium | 2          | 2 | 4    | 1                   | 0                   | 1            |              |              |  |  |           |           |           |           |           |  |  |       |       |       |
|  | FC Basel            | FC Basel            |                  |                  |            |   |      |                     |                     | 1            |              |              |  |  |           |           |           |           |           |  |  |       |       |       |
|  | Bayern Monachium    | Bayern Monachium    | 0                | 7                | 7          |   |      |                     |                     |              |              |              |  |  |           |           |           |           |           |  |  |       |       |       |
|  | Bayern Monachium    | Bayern Monachium    | 0                | 7                | 7          |   |      | Bayern Monachium*** | Bayern Monachium*** | 2            | 1            | 3(3)         |  |  |           |           |           |           |           |  |  |       |       |       |
|  |                     |                     |                  |                  |            |   |      |                     |                     |              |              |              |  |  |           |           |           |           |           |  |  |       |       |       |
|  |                     |                     | Real Madryt      | Real Madryt      | 1          | 2 | 3(1) |                     |                     |              |              |              |  |  |           |           |           |           |           |  |  |       |       |       |
|  | Olympique Lyon      | Olympique Lyon      | Real Madryt      | Real Madryt      | 1          | 2 | 3(1) | 1                   | 0                   | 1(3)         |              |              |  |  |           |           |           |           |           |  |  |       |       |       |
|  | Olympique Lyon      | Olympique Lyon      |                  |                  |            |   |      |                     |                     | 1(3)         |              |              |  |  |           |           |           |           |           |  |  |       |       |       |
|  | APOEL Nikozja***    | APOEL Nikozja***    | 0                | 1                | 1(4)       |   |      |                     |                     |              |              |              |  |  |           |           |           |           |           |  |  |       |       |       |
|  | APOEL Nikozja***    | APOEL Nikozja***    | 0                | 1                | 1(4)       |   |      | APOEL Nikozja       | APOEL Nikozja       | 0            | 2            | 2            |  |  |           |           |           |           |           |  |  |       |       |       |
|  |                     |                     |                  |                  |            |   |      | APOEL Nikozja       | APOEL Nikozja       | 0            | 2            | 2            |  |  |           |           |           |           |           |  |  |       |       |       |
|  |                     |                     | Real Madryt      | Real Madryt      | 3          | 5 | 8    |                     |                     |              |              |              |  |  |           |           |           |           |           |  |  |       |       |       |
|  | CSKA Moskwa         | CSKA Moskwa         | Real Madryt      | Real Madryt      | 3          | 5 | 8    | 1                   | 1                   | 2            |              |              |  |  |           |           |           |           |           |  |  |       |       |       |
|  | CSKA Moskwa         | CSKA Moskwa         |                  |                  |            |   |      |                     |                     | 2            |              |              |  |  |           |           |           |           |           |  |  |       |       |       |
|  | Real Madryt         | Real Madryt         | 1                | 4                | 5          |   |      |                     |                     |              |              |              |  |  |           |           |           |           |           |  |  |       |       |       |
|  | Real Madryt         | Real Madryt         | 1                | 4                | 5          |   |      | Bayern Monachium    | Bayern Monachium    | 1(3)         |              |              |  |  |           |           |           |           |           |  |  |       |       |       |
|  |                     |                     |                  |                  |            |   |      |                     |                     |              |              |              |  |  |           |           |           |           |           |  |  |       |       |       |
|  |                     |                     | Chelsea***       | Chelsea***       | 1(4)       |   |      |                     |                     |              |              |              |  |  |           |           |           |           |           |  |  |       |       |       |
|  | Zenit St Petersburg | Zenit St Petersburg | Chelsea***       | Chelsea***       | 1(4)       | 3 | 0    | 3                   |                     |              |              |              |  |  |           |           |           |           |           |  |  |       |       |       |
|  | Zenit St Petersburg | Zenit St Petersburg |                  |                  |            |   |      |                     |                     |              |              |              |  |  |           |           |           |           |           |  |  |       |       |       |
|  | SL Benfica          | SL Benfica          | 2                | 2                | 4          |   |      |                     |                     |              |              |              |  |  |           |           |           |           |           |  |  |       |       |       |
|  | SL Benfica          | SL Benfica          | 2                | 2                | 4          |   |      | SL Benfica          | SL Benfica          | 0            | 1            | 1            |  |  |           |           |           |           |           |  |  |       |       |       |
|  |                     |                     |                  |                  |            |   |      | SL Benfica          | SL Benfica          | 0            | 1            | 1            |  |  |           |           |           |           |           |  |  |       |       |       |
|  |                     |                     | Chelsea          | Chelsea          | 1          | 2 | 3    |                     |                     |              |              |              |  |  |           |           |           |           |           |  |  |       |       |       |
|  | Napoli              | Napoli              | Chelsea          | Chelsea          | 1          | 2 | 3    | 3                   | 1                   | 4            |              |              |  |  |           |           |           |           |           |  |  |       |       |       |
|  | Napoli              | Napoli              |                  |                  |            |   |      |                     |                     | 4            |              |              |  |  |           |           |           |           |           |  |  |       |       |       |
|  | Chelsea**           | Chelsea**           | 1                | 4                | 5          |   |      |                     |                     |              |              |              |  |  |           |           |           |           |           |  |  |       |       |       |
|  | Chelsea**           | Chelsea**           | 1                | 4                | 5          |   |      | Chelsea             | Chelsea             | 1            | 2            | 3            |  |  |           |           |           |           |           |  |  |       |       |       |
|  |                     |                     |                  |                  |            |   |      |                     |                     |              |              |              |  |  |           |           |           |           |           |  |  |       |       |       |
|  |                     |                     | FC Barcelona     | FC Barcelona     | 0          | 2 | 2    |                     |                     |              |              |              |  |  |           |           |           |           |           |  |  |       |       |       |
|  | Milan               | Milan               | FC Barcelona     | FC Barcelona     | 0          | 2 | 2    | 4                   | 0                   | 4            |              |              |  |  |           |           |           |           |           |  |  |       |       |       |
|  | Milan               | Milan               |                  |                  |            |   |      |                     |                     | 4            |              |              |  |  |           |           |           |           |           |  |  |       |       |       |
|  | Arsenal             | Arsenal             | 0                | 3                | 3          |   |      |                     |                     |              |              |              |  |  |           |           |           |           |           |  |  |       |       |       |
|  | Arsenal             | Arsenal             | 0                | 3                | 3          |   |      | Milan               | Milan               | 0            | 1            | 1            |  |  |           |           |           |           |           |  |  |       |       |       |
|  |                     |                     |                  |                  |            |   |      | Milan               | Milan               | 0            | 1            | 1            |  |  |           |           |           |           |           |  |  |       |       |       |
|  |                     |                     | FC Barcelona     | FC Barcelona     | 0          | 3 | 3    |                     |                     |              |              |              |  |  |           |           |           |           |           |  |  |       |       |       |
|  | Bayer Leverkusen    | Bayer Leverkusen    | FC Barcelona     | FC Barcelona     | 0          | 3 | 3    | 1                   | 1                   | 2            |              |              |  |  |           |           |           |           |           |  |  |       |       |       |
|  | Bayer Leverkusen    | Bayer Leverkusen    |                  |                  |            |   |      |                     |                     | 2            |              |              |  |  |           |           |           |           |           |  |  |       |       |       |
|  | FC Barcelona        | FC Barcelona        | 3                | 7                | 10         |   |      |                     |                     |              |              |              |  |  |           |           |           |           |           |  |  |       |       |       |
|  | FC Barcelona        | FC Barcelona        | 3                | 7                | 10         |   |      |                     |                     |              |              |              |  |  |           |           |           |           |           |  |  |       |       |       |
|  |                     |                     |                  |                  |            |   |      |                     |                     |              |              |              |  |  |           |           |           |           |           |  |  |       |       |       |

Uwagi:

* Zwycięstwo dzięki bramce/bramkom zdobytym na wyjeździe.

** Zwycięstwo po dogrywce.

*** Zwycięstwo po serii rzutów karnych.

### 1/8 finału
Zwycięzcy fazy grupowej Ligi Mistrzów zostają rozlosowani przeciwko zespołom, które zajęły 2. miejsca w fazie grupowej. Drużyny z tych samych federacji oraz grup nie mogą zostać zestawione w 1 parze.
| Zwycięzcy grup   | Zwycięzcy grup | Zwycięzcy grup | Zwycięzcy grup |
| Drużyna          | Gr.            | Drużyna        | Gr.            |
| ---------------- | -------------- | -------------- | -------------- |
| Bayern Monachium | A              | Chelsea        | E              |
| Inter Mediolan   | B              | Arsenal        | F              |
| SL Benfica       | C              | APOEL Nikozja  | G              |
| Real Madryt      | D              | FC Barcelona   | H              |

| Drugie miejsca | Drugie miejsca | Drugie miejsca     | Drugie miejsca |
| Drużyna        | Gr.            | Drużyna            | Gr.            |
| -------------- | -------------- | ------------------ | -------------- |
| Napoli         | A              | Bayer Leverkusen   | E              |
| CSKA Moskwa    | B              | Olympique Marsylia | F              |
| FC Basel       | C              | Zenit Petersburg   | G              |
| Olympique Lyon | D              | Milan              | H              |

| Drużyna 1                            | Wynik dwumeczu | Drużyna 2        | Pierwszy mecz | Drugi mecz |
| ------------------------------------ | -------------- | ---------------- | ------------- | ---------- |
| Olympique Lyon                       | 1:1 (kar.3:4)  | APOEL Nikozja    | 1:0           | 0:1(dogr.) |
| Milan                                | 4:3            | Arsenal          | 4:0           | 0:3        |
| Bayer Leverkusen                     | 2:10           | FC Barcelona     | 1:3           | 1:7        |
| Olympique Marsylia                   | 2:2 (br.wyj.)  | Inter Mediolan   | 1:0           | 1:2        |
| CSKA Moskwa                          | 2:5            | Real Madryt      | 1:1           | 1:4        |
| Napoli                               | 4:5            | Chelsea          | 3:1           | 1:4(dogr.) |
| Zenit Petersburg                     | 3:4            | SL Benfica       | 3:2           | 0:2        |
| FC Basel                             | 1:7            | Bayern Monachium | 1:0           | 0:7        |
| Po lewej gospodarz pierwszego meczu. |                |                  |               |            |

### Ćwierćfinały
Od tej rundy pary zostają rozlosowane niezależnie od przynależności drużyn do poszczególnych federacji oraz pozycji zajętej w fazie grupowej. Losowanie odbyło się 16 marca 2012 roku.
| Drużyna 1                            | Wynik dwumeczu | Drużyna 2        | Pierwszy mecz | Drugi mecz |
| ------------------------------------ | -------------- | ---------------- | ------------- | ---------- |
| APOEL Nikozja                        | 2:8            | Real Madryt      | 0:3           | 2:5        |
| Olympique Marsylia                   | 0:4            | Bayern Monachium | 0:2           | 0:2        |
| SL Benfica                           | 1:3            | Chelsea          | 0:1           | 1:2        |
| Milan                                | 1:3            | FC Barcelona     | 0:0           | 1:3        |
| Po lewej gospodarz pierwszego meczu. |                |                  |               |            |

### Półfinały
| Drużyna 1                            | Wynik dwumeczu | Drużyna 2    | Pierwszy mecz | Drugi mecz |
| ------------------------------------ | -------------- | ------------ | ------------- | ---------- |
| Bayern Monachium                     | 3:3 (kar.3:1)  | Real Madryt  | 2:1           | 1:2(dogr.) |
| Chelsea                              | 3:2            | FC Barcelona | 1:0           | 2:2        |
| Po lewej gospodarz pierwszego meczu. |                |              |               |            |

### Finał

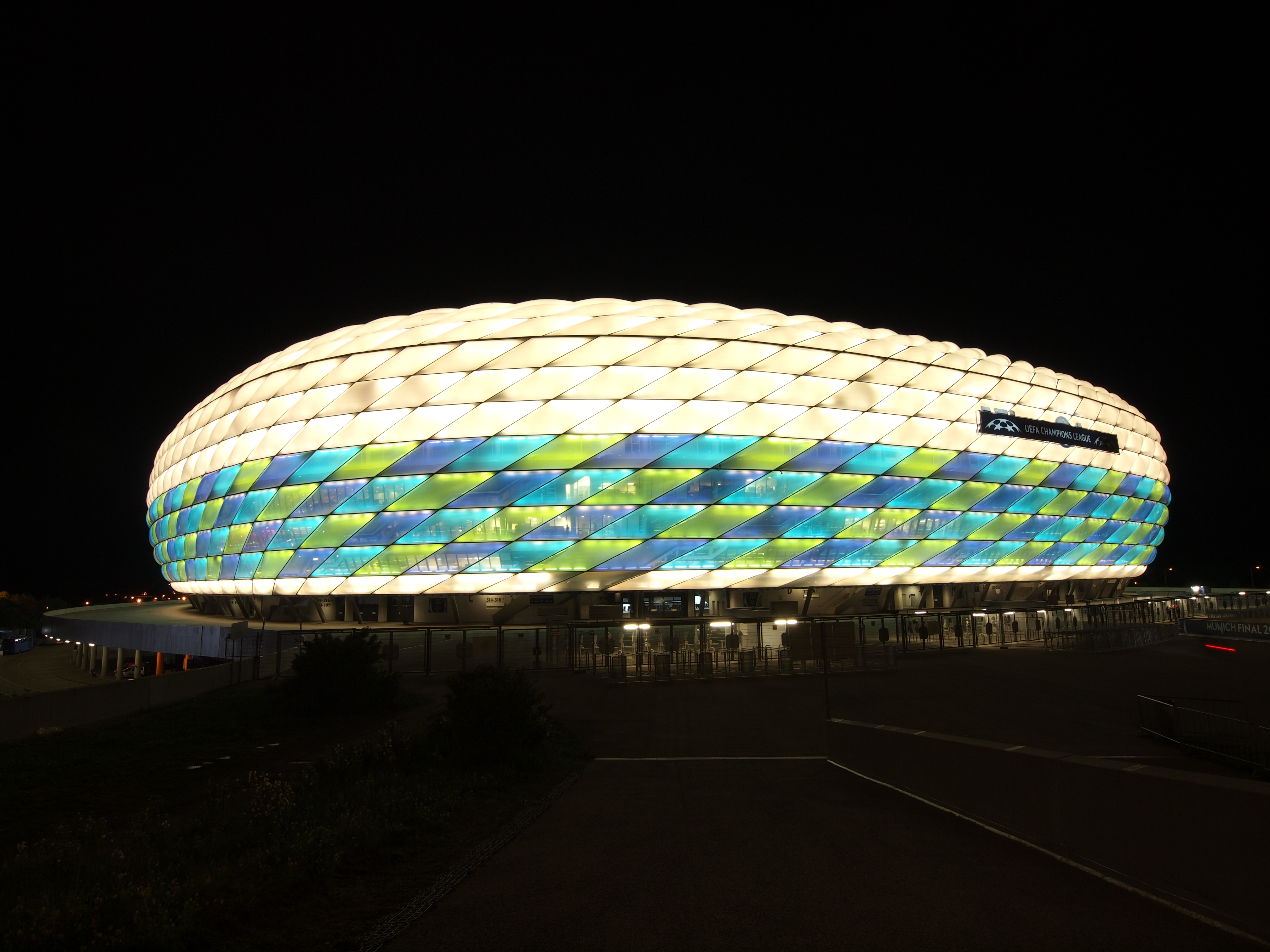
Allianz Arena podczas meczu finałowego

| 19 maja 2012 20:45 CET                       | Bayern Monachium · Thomas Müller 83' | 1:1 (Dogr.) k. 3:4(0:0)Raport         | Chelsea · 88' Didier Drogba                              | Allianz Arena, Monachium Widzów: 62 500 Sędzia: Pedro Proença |
|                                              | kartki: · Schweinsteiger 2'          |                                       | kartki: · 80' Cole · 86' Luiz · 93' Drogba · 120' Torres |                                                               |
|                                              |                                      | Rzuty karne                           |                                                          |                                                               |
| Lahm · Gómez · Neuer · Olić · Schweinsteiger |                                      | Mata · Luiz · Lampard · Cole · Drogba |                                                          |                                                               |

| Bayern Monachium | Chelsea F.C. |

| GK            | 1  | Manuel Neuer           |    |     |
| RB            | 21 | Philipp Lahm (c)       |    |     |
| CB            | 17 | Jérôme Boateng         |    |     |
| CB            | 44 | Anatolij Tymoszczuk    |    |     |
| LB            | 26 | Diego Contento         |    |     |
| DM            | 31 | Bastian Schweinsteiger | 2' |     |
| DM            | 39 | Toni Kroos             |    |     |
| RW            | 10 | Arjen Robben ()        |    |     |
| LW            | 7  | Franck Ribéry          |    | 96' |
| SS            | 25 | Thomas Müller          |    | 87' |
| CF            | 33 | Mario Gómez            |    |     |
| Zmiany:       |    |                        |    |     |
| GK            | 22 | Hans-Jörg Butt         |    |     |
| DF            | 5  | Daniel Van Buyten      |    | 87' |
| DF            | 13 | Rafinha                |    |     |
| MF            | 14 | Takashi Usami          |    |     |
| MF            | 23 | Danijel Pranjić        |    |     |
| FW            | 9  | Nils Petersen          |    |     |
| FW            | 11 | Ivica Olić             |    | 96' |
| Trener:       |    |                        |    |     |
| Jupp Heynckes |    |                        |    |     |

| GK                | 1  | Petr Čech         |      |     |
| RB                | 17 | José Bosingwa     |      |     |
| CB                | 4  | David Luiz        | 86'  |     |
| CB                | 24 | Gary Cahill       |      |     |
| LB                | 3  | Ashley Cole       | 80'  |     |
| CM                | 12 | John Obi Mikel    |      |     |
| CM                | 8  | Frank Lampard (c) |      |     |
| RW                | 21 | Salomon Kalou     |      | 84' |
| AM                | 10 | Juan Mata         |      |     |
| LW                | 34 | Ryan Bertrand     |      | 73' |
| CF                | 11 | Didier Drogba     | 93'  |     |
| Zmiany:           |    |                   |      |     |
| GK                | 22 | Ross Turnbull     |      |     |
| DF                | 19 | Paulo Ferreira    |      |     |
| MF                | 5  | Michael Essien    |      |     |
| MF                | 6  | Oriol Romeu       |      |     |
| MF                | 15 | Florent Malouda   |      | 73' |
| FW                | 23 | Daniel Sturridge  |      |     |
| FW                | 9  | Fernando Torres   | 120' | 84' |
| Trener:           |    |                   |      |     |
| Roberto Di Matteo |    |                   |      |     |